# Zerynthia cassandra
Zerynthia cassandra Geyer, 1828, è un lepidottero appartenente alla famiglia Papilionidae, endemico dell'Italia.

## Generale
Questa specie è stata a lungo ritenuta una sottospecie di Zerynthia polyxena. Solo recentemente (Zinetti e collaboratori, 2013) hanno confermato l'esistenza di due linee genetiche a livello del DNA nucleare e mitocondriale (vedi anche Nazari & Sperling, 2007). La diffusione delle due linee genetiche ricalca l'esistenza di due morfotipi a livello dei genitali maschili. Uno dei due morfotipi (Z. polyxena) è distribuito dalla Francia alla Russia, l'altro morfotipo è limitato all'Italia peninsulare, alla Sicilia e all'Isola d'Elba. Le due specie vivono a stretto contatto lungo le rive del  fiume Po (luogo ritenuto convenzionalmente come luogo di transizione delle due specie) e appaiono anche simpatriche in almeno una località della Liguria nei pressi del Monte Beigua senza dar luogo a individui intermedi (ibridi). Queste evidenze dimostrano l'esistenza di due specie di Zerynthia. Le popolazioni dell'Italia centro-meridionale (a sud del Po) andranno quindi riferite a Zerynthia cassandra che rappresenta quindi un  endemismo italiano.

## Caratteristiche
A parte la morfologia dei genitali maschili, Zerynthia cassandra è indistinguibile da Zerynthia polyxena.